# Arhythmorhynchus comptus
Arhythmorhynchus comptus är en hakmaskart som beskrevs av Van Cleave och Walter Rausch 1950. Arhythmorhynchus comptus ingår i släktet Arhythmorhynchus och familjen Polymorphidae. Inga underarter finns listade i Catalogue of Life.